# 레인보우로보틱스
레인보우로보틱스(Rainbow Robotics)는 대한민국의 산업용 로봇 제조 회사로, 한국과학기술원(KAIST) HUBO Lab의 오준호 교수가 2011년 창업하였다.

## 역사
오준호 카이스트 명예 교수는 휴머노이드 로봇 연구 센터에서 학생들과 2011년 '레인보우'를 창업하였다. 2012년까지 휴보2의 양산 모델인 '휴보2 플러스'를 15대 생산하여, 4대는 국내 휴머노이드 연구팀에, 11대는 미국, 일본, 싱가포르, 중국 등 해외 연구팀에 수출하였다.
미국 국방성 산하 방위연구고등계획국(DARPA)이 주최한 세계재난로봇대회인 DRC에서 팀 카이스트 일원으로 우승을 견인하였다.

## 사업
본사는 대전광역시 유성구의 대덕연구개발특구에 위치하고 있다. 2023년, 미국 일리노이주 숌버그에 협동 로봇 판매 및 고객 관리 전담 조직을 갖춘 현지 법인을 설립하였으며 이후로 미국에 지사를 설치하였다.

## 제품
대표 제품인 HUBO는 KAIST에서 개발한 대한민국 최초의 이족 보행 휴머노이드 로봇이다. 재난구조로봇 DDRC-HUBO는 2015년 다르파 로보틱스 챌린지에서 우승한 모델이며, 오리지널 액추에이터 냉각 시스템과 높은 강성을 위한 외골격 구조, 바퀴 주행 모드를 가지고 있다. HUBO2는 세계 최초 상업화 인간형 로봇 플랫폼으로 실제 사람과 비슷한 크기의 휴머노이드 로봇이다. 케이블 구동 방식의 적응형 다섯 손가락 손을 적용해 물체 모양에 맞춰 손가락이 오므려져 다양한 형상의 물건을 잡을 수 있다. 세계 유수의 연구 기관(MIT, Google 등)에 연구용 플랫폼으로 판매된 바 있다.
주요 제품은 휴머노이드 로봇 휴보(HUBO), 천문 마운트 시스템, 미디어 서비스 로봇 제이(JAY), 의료 레이저 로봇 토닝 시스템, 칵테일 로봇 및 바리스타 로봇, 협동 로봇과 협동 로봇 자동화 시스템, 모바일 로봇, 사족 보행 로봇 등이 있다. 특히 RB-Y1은 국내 최초로 개발한 바퀴 이동형 인간형 양팔 로봇이다.
2019년 7월 1년 6개월의 노력 끝에 휴보에서 쌓아온 기술력을 바탕으로 협동 로봇인 RB 시리즈를 개발해 산업용 로봇 시장에 본격적으로 뛰어들었다. 현재 적재량 5kg의 RB5 모델을 비롯해 적재량 3kg의 RB3, 10kg의 RB10 모델 등을 공급하고 있다. 감속기를 제외한 모터, 센서, 제어기, S/W에 이르는 로봇의 모든 핵심 부품을 직접 개발하여 원가 경쟁력을 높였다. 또, 사용자 인터페이스가 편해 전문가가 아니어도 손쉽게 로봇을 운용할 수 있다.
칵테일 로봇인 ‘MIXX’는 협동로봇 RB5와 콜라보를 실현한 제품으로 유명한 바텐더의 칵테일 레시피를 그대로 학습, 언제 어디서나 최상의 칵테일을 제공할 수 있다.

## 같이 보기
- 두산로보틱스
- 한화로보틱스
- HD현대로보틱스